# Miki Itō
Miki Itō (jap. 伊藤みき Itō Miki; ur. 20 lipca 1987 w Hino) – japońska narciarka, specjalistka narciarstwa dowolnego. Jest trzykrotną srebrną medalistką mistrzostw świata, tytuły te wywalczyła na mistrzostwach świata w Inawashiro i Voss. Jej najlepszym wynikiem olimpijskim jest 12. miejsce w jeździe po muldach na igrzyskach olimpijskich w Vancouver. Najlepsze wyniki w Pucharze Świata osiągnęła w sezonie 2008/2009, kiedy to zajęła 18. miejsce w klasyfikacji generalnej, a w klasyfikacji jazdy po muldach była szósta.

## Osiągnięcia

### Igrzyska olimpijskie
| Miejsce | Dzień      | Rok  | Miejscowość | Konkurencja      | Zwycięzca               |
| ------- | ---------- | ---- | ----------- | ---------------- | ----------------------- |
| 20.     | 11 lutego  | 2006 | Turyn       | Jazda po muldach | Jennifer Heil           |
| 12.     | 131 lutego | 2010 | Vancouver   | Jazda po muldach | Hannah Kearney          |
| DNS     | 8 lutego   | 2014 | Soczi       | Jazda po muldach | Justine Dufour-Lapointe |

### Mistrzostwa świata
| Miejsce | Dzień    | Rok  | Miejscowość          | Konkurencja      | Zwycięzca             |
| ------- | -------- | ---- | -------------------- | ---------------- | --------------------- |
| 21.     | 19 marca | 2005 | Ruka                 | Jazda po muldach | Hannah Kearney        |
| 17.     | 20 marca | 2005 | Ruka                 | Muldy podwójne   | Jennifer Heil         |
| 17.     | 9 marca  | 2007 | Madonna di Campiglio | Jazda po muldach | Kristi Richards       |
| 19.     | 10 marca | 2007 | Madonna di Campiglio | Muldy podwójne   | Jennifer Heil         |
| 4.      | 7 marca  | 2009 | Inawashiro           | Jazda po muldach | Aiko Uemura           |
| 2.      | 8 marca  | 2009 | Inawashiro           | Muldy podwójne   | Aiko Uemura           |
| 2.      | 6 marca  | 2013 | Voss                 | Jazda po muldach | Hannah Kearney        |
| 2.      | 8 marca  | 2013 | Voss                 | Muldy podwójne   | Chloé Dufour-Lapointe |

### Puchar Świata

#### Miejsca w klasyfikacji generalnej
- sezon 2003/2004: 105.
- sezon 2004/2005: 81.
- sezon 2005/2006: 60.
- sezon 2006/2007: 35.
- sezon 2007/2008: 27.
- sezon 2008/2009: 18.
- sezon 2009/2010: 55.
- sezon 2010/2011: 67.
- sezon 2011/2012: 20.
- sezon 2012/2013: 22.
- sezon 2015/2016: 95.
- sezon 2016/2017: 147.
- sezon 2017/2018: 104.

#### Miejsca na podium w zawodach
1. Voss – 20 lutego 2009 (jazda po muldach) – 3. miejsce
2. Naeba – 19 lutego 2012 (muldy podwójne) – 3. miejsce
3. Megève – 18 marca 2012 (muldy podwójne) – 2. miejsce
4. Inawashiro – 24 lutego 2013 (muldy podwójne) – 1. miejsce
5. Sierra Nevada – 22 marca 2013 (muldy podwójne) – 2. miejsce

- W sumie (1 zwycięstwo, 2 drugie i 2 trzecie miejsca).